# Lesotho na Letnich Igrzyskach Olimpijskich 2004
Lesotho na Letnich Igrzyskach Olimpijskich 2004 reprezentowało 3 sportowców: 1 mężczyzna i 2 kobiety.

## Skład kadry

### Lekkoatletyka
Mężczyźni:
| Zawodnik           | Konkurencja     | Finał   | Finał   |
| Zawodnik           | Konkurencja     | Czas    | Pozycja |
| ------------------ | --------------- | ------- | ------- |
| Mpesela Ntlot Soeu | Bieg maratoński | 2:30:19 | 70.     |

Kobiety:
| Zawodniczka      | Konkurencja     | Finał   | Finał   |
| Zawodniczka      | Konkurencja     | Czas    | Pozycja |
| ---------------- | --------------- | ------- | ------- |
| Mamokete Lechela | Bieg maratoński | 3:11:56 | 64.     |

### Taekwondo
Kobiety:
| Zawodniczka     | Konkurencja           | 1/8 finału                     | Ćwierćfinały     | Półfinały        | Repasaż 1        | Repasaż 2        | Finał            | Pozycja  |
| Zawodniczka     | Konkurencja           | Przeciwnik Wynik               | Przeciwnik Wynik | Przeciwnik Wynik | Przeciwnik Wynik | Przeciwnik Wynik | Przeciwnik Wynik | Pozycja  |
| --------------- | --------------------- | ------------------------------ | ---------------- | ---------------- | ---------------- | ---------------- | ---------------- | -------- |
| Lineo Mochesane | Waga musza (do 49 kg) | Nevena Lukic Porażka na punkty | NQ               | NQ               | NQ               | NQ               | NQ               | 10.- 15. |